# Lujza Ulrika porosz királyi hercegnő
Lujza Ulrika  (németül: Luise Ulrike, egyes korabeli svéd források alapján Ludovika Ulrika, svédül: Lovisa vagy Ludovica Ulrika; Berlin, Poroszország, 1720. július 24. – Svartsjö, Svédország, 1782. július 16.), porosz királyi hercegnő, Adolf Frigyes svéd király feleségeként Svédország királynéja 1751 márciusa és 1771 februárja között. A korabeli svéd politika befolyásos és meghatározó alakja. Két későbbi svéd király, III. Gusztáv és XIII. Károly édesanyja.

## Életrajza

### Ifjúkora

Az ifjú Lujza Ulrika hercegnő egy álarccal a kezében házassága évében 1744-ben (Nationalmuseum)

Lujza Ulrika 1720. július 24-én született a Poroszország fővárosában, Berlinben. Ő volt I. Frigyes Vilmos porosz király és Hannoveri Zsófia Dorottya királyné tizennégy gyermeke közül a tizedik, egyben a második legfiatalabb leány. Mivel nem sokkal a svéd–porosz békekötést követően született, így keresztanyja Ulrika Eleonóra svéd királynő lett, akiről második keresztnevét is kapta.
Testvérei közül Ágost Vilmos herceggel álltak a legközelebb egymáshoz, egyúttal nővérükkel, Zsófia Dorottyával ők hárman voltak apjuk legkedvesebb gyermekei. Lujza Ulrikát kifejezetten szépnek és intelligensnek írják le a korabeli beszámolók. Érdeklődő, temperamentumos és erős akaratú gyermek volt, akit fivéreivel ellentétben érdekelt minden, ami a hadászattal kapcsolatos. Ez volt az egyik fő oka, hogy apja, a „katonakirály” egyik kedvenc gyermeke lett, akitől édesanyja elbeszélése alapján „sosem tagadott meg semmit”.
A hercegnőt a francia felvilágosodás szellemében nevelték. Nevelői Marthe de Roucoulle és Maturin Veyssiére la Croze voltak, mindketten francia hugenották. A tudományok és kultúra, valamint a tanulás iránti elköteleződésében osztozott fivérével, a későbbi Nagy Frigyessel, akivel életük végéig szoros kapcsolatot ápoltak. Gyermekként olyan korabeli neves gondolkodókkal is találkozott, mint Maupertuis, valamint Voltaire, akivel később élethosszig tartó levelezést folytatott.

### Eljegyzése körülményei

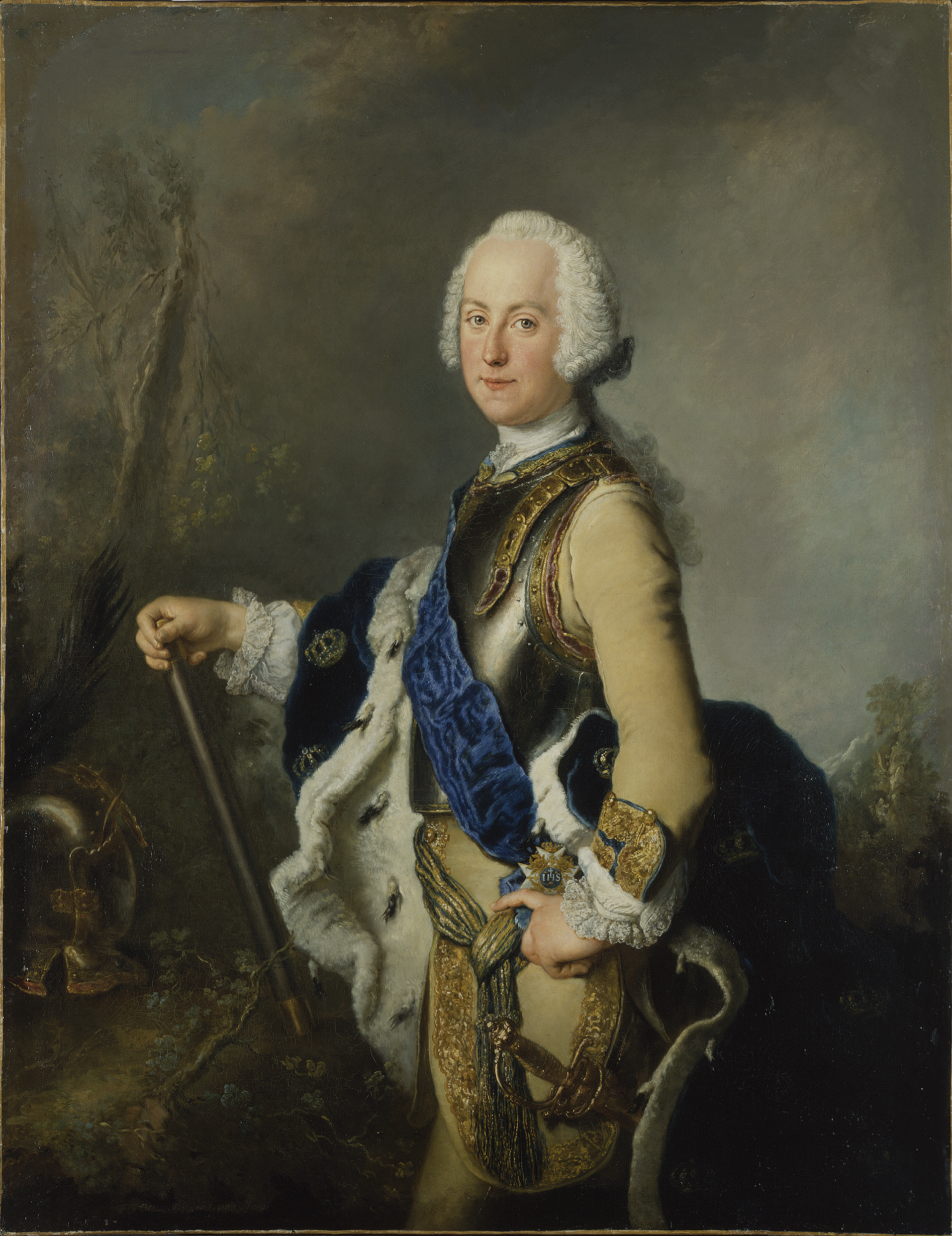
Lujza Ulrika leendő hitvese, Adolf Frigyes schleswig–holstein–gottorpi herceg házasságuk előtti, 1743-as portréja (Nationalmuseum)

1732-től számos dinasztikus házassági tervet fontolgattak a hercegnő és egy előkelő európai uralkodóházból való herceg között. Jelöltként felmerült többek között a Walesi herceg, továbbá Károly parmai herceg, valamint Lajos hessen–darmstadti herceg neve is. Mivel egyik házasság sem valósult meg, felmerült a lehetősége annak is, hogy Lujza Ulrika zárdába vonul, mint Quedlinburg apátnője – ez végül nem történt meg, viszont a hercegnő húga, Anna Amália később a rendház apátnője lett.
Mivel Hesseni Frigyes és Ulrika Eleonóra svéd királyi pár házassága gyermektelen maradt, így a rendeknek meg kellett választaniuk az új uralkodó személyét. A francia miniszter, Fleury bíboros javaslatára felmerült IV. Keresztély zweibrücken–birkenfeldi fejedelem neve, akivel meg is indultak a tárgyalások a hercegnővel való frigyről. Keresztély támogatottsága azonban alul maradt Adolf Frigyes schleswig–holstein–gottorpi herceggel szemben. A herceg elsőszámú feleségjelöltje Dániai Lujza volt, így Lujza Ulrika kilátásai az új svéd trónörökössel való házasságra egyre kilátástalanabbá vált.
Azonban Svédország, Poroszország és Oroszország között hármas szövetség alakult, amelyet dinasztikus házassággal kívántak megpecsételni. Ennek részeként a svéd trónörökös a porosz királyi ház egy tagját veszi feleségül, míg az orosz trónörökös egy német hercegnőt, Anhalt–Zerbsti Zsófiát (a leendő „Nagy Katalint”), akit korábban Poroszországba szántak. A svéd házasságra Lujza Ulrika mellett felmerült még húga, Anna Amália neve is. Fivérük, az ekkor már uralkodó Nagy Frigyes személy szerint Anna Amáliát javasolta, feltehetően azért, mert úgy vélte, hogy a jólelkű leányt könnyebben tudja majd befolyásolni, mint a temperamentumos és cselszövő nővérét. A berlini svéd követ, Carl Rudenschöld már Lujza Ulrikát ajánlotta a házasságra, és 1744. március 1-jén végül Frigyes király maga is engedélyezte az eljegyzést Lujza Ulrika és a svéd koronaherceg, Adolf Frigyes között.

### Házassága

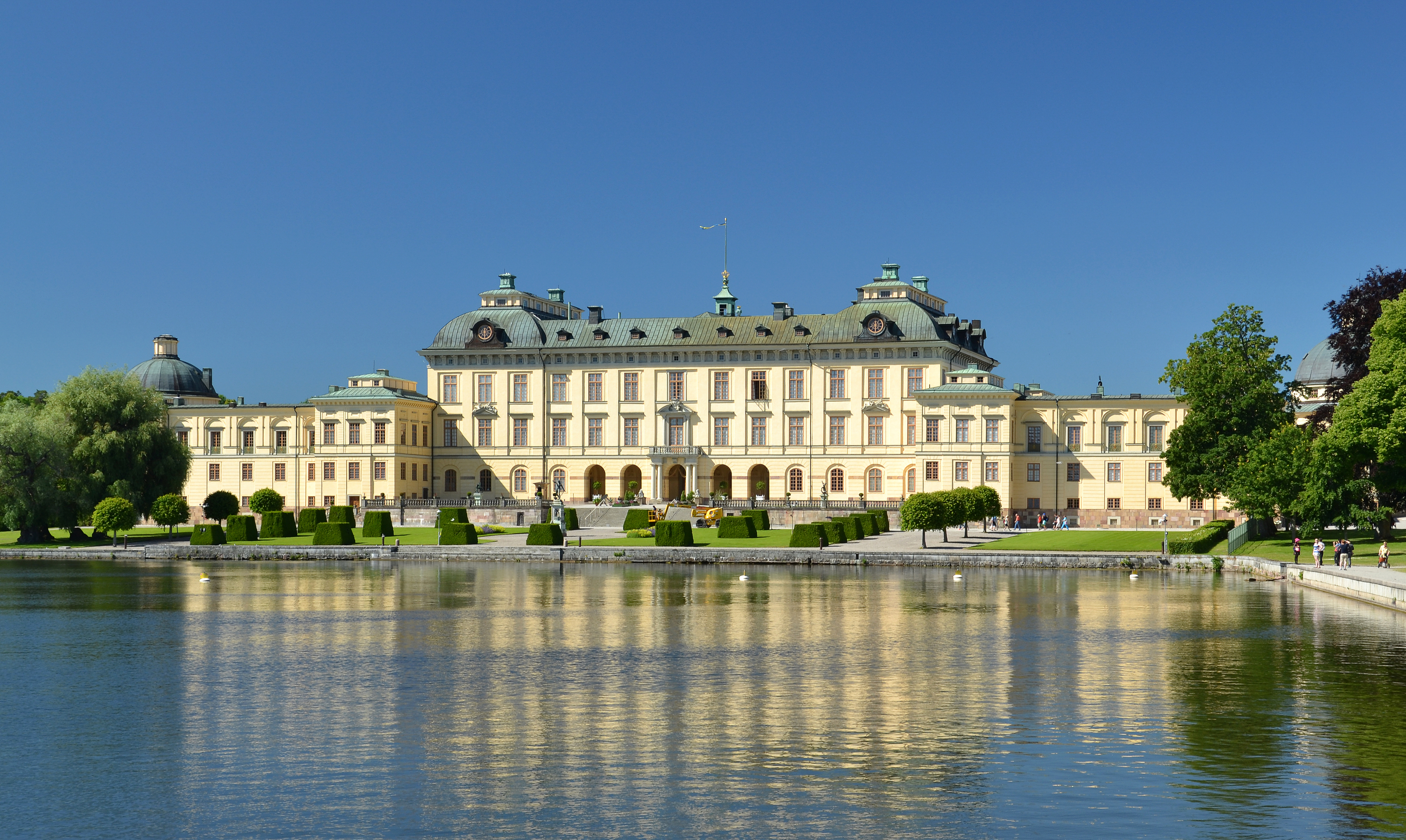
A Drottningholm palota, a koronahercegi pár rezidenciája, ahol sor került második, immáron mindkét fél személyes részvételével zajló esküvői szertartásra 1744. augusztus 18-án

1744. július 17-én, Berlinben képviselők útján megtartották az esküvőt. A férjet, Adolf Frigyest távollétében a hercegnő legkedvesebb testvére, Ágost Vilmos képviselte. A szertartást követően Svéd-Pomerániába indultak. A kíséret tagja volt Carl Gustaf Tessin gróf, valamint felesége, Ulla Tessin és unokahúga, Charlotta Sparre, aki Lujza Ulrika udvarhölgye is lett. Rügenből hajóval indulva Karlskronába érkeztek, ahol Adolf Frigyes koronaherceg személyesen fogadta újdonsült feleségét. 1744. augusztus 18-án a Drottningholm palotában megtartották a második esküvői ceremóniát, immáron a felek személyes részvételével. Az eseményen jelen volt I. Frigyes svéd király is. A szertartást pazar udvari fogadások és bál követte. Lujza Ulrika és Adolf Frigyes kölcsönösen jó benyomást tett egymásra, kapcsolatuk később is boldog és harmonikus maradt.

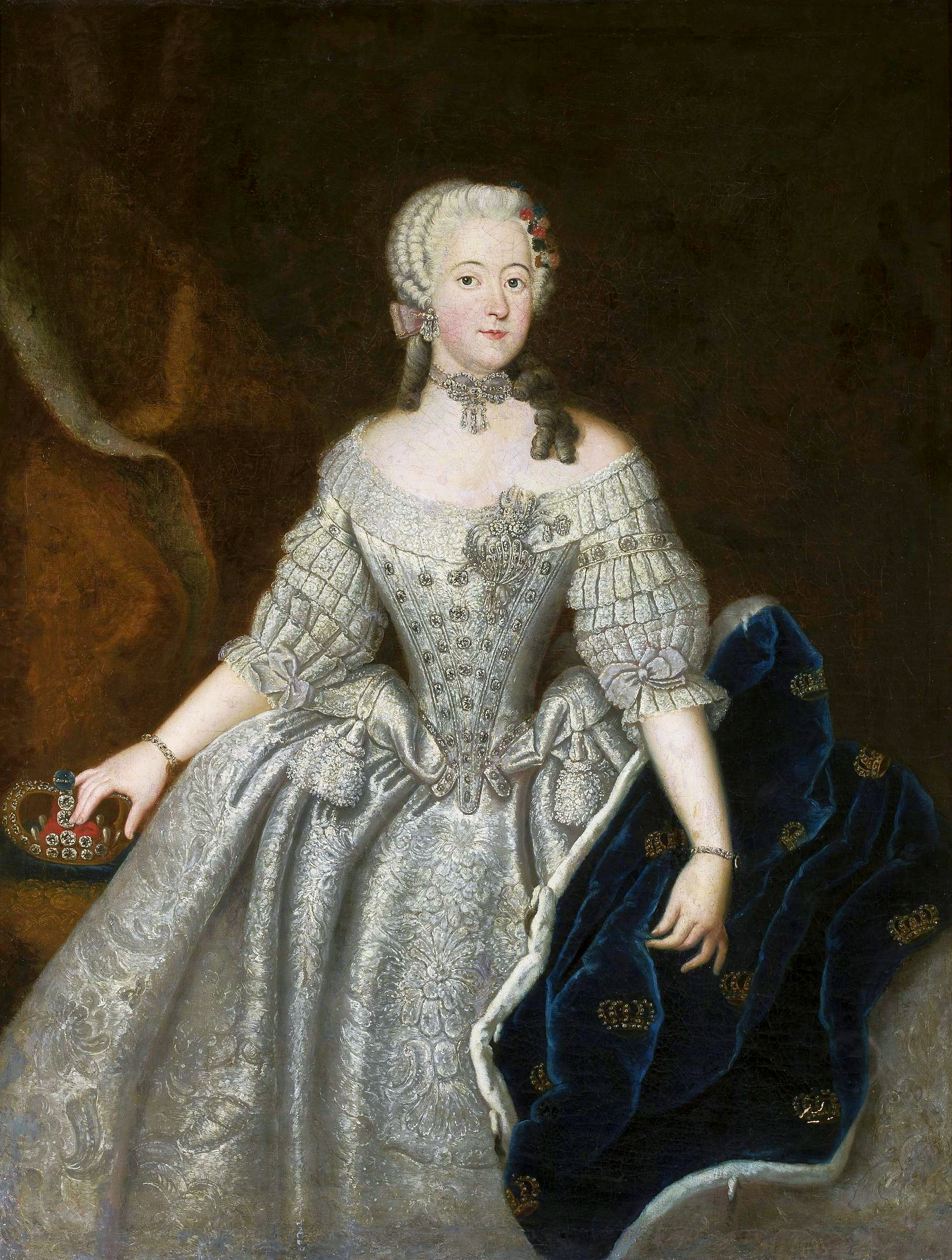
Lujza Ulrika svéd koronahercegnéként házassága évében, 1744-ben (Varsói Nemzeti Múzeum)

Lujza Ulrikát lelkesedéssel fogadták új hazájában: az utódlási válság megmentésének reménysége volt a svédek számára. Első gyermeke 1745-ös születését megelőzően ötven éven keresztül nem született gyermek a svéd királyi családban. Emellett megnyerő személyisége, szellemessége, szépsége, és a tudományok és kultúra iránti érdeklődése is népszerűvé tette. Koronahercegnéként hamar elkezdte elsajátítani új hazája szokásait. Áttért a lutheránus vallásra, Carl Jesper Benzelius révén pedig pár év alatt elsajátította a svéd nyelvet. Svédül tanult irodalmat, könyvtárát svéd nyelvű kötettekkel egészítette ki, emellett levelezést folytatott a Svéd Királyi Tudományos Akadémiával is. Bár a megítélése széles körben ekkor még pozitív volt, a királyi udvaron belül hamar népszerűtlenné vált arrogáns és gőgös viselkedése miatt.
Udvartartásának és belső körének kiemelkedő tagja maradt Tessin gróf. A befolyásos gróf a trónörökösné bizalmi embere és barátja is volt, kapcsolatuk szerelmi természetéről számos pletyka keringett, ám ezek valóságtartalma nem bizonyított. Legkedvesebb udvarhölgye és barátnéja Henrika Juliana Lieven volt, mellette pedig udvarhölgy volt még az értelmiségi Catherine Charlotte De la Gardie, valamint a tudós, Eva Ekeblad is. Barátságot ápolt emellett Anders Johan von Höpkennel, a Hattarne konzervatív politikai formáció egyik alapítójával és több más Hattarne-szimpatizánssal. Lujza Ulrika ugyanis Svédországba érkezése pillanatától határozott politikai tevékenységet folytatott. Az abszolút monarchia határozott támogatója volt, megvetette az alkotmányos monarchia és az igazságszolgáltatás rendszerének gondolatát is. Tessin grófnak egy levelében azt írta: „a törvények nagyon zavarosak. Nem lehet letartóztatni valakit puszta gyanú alapján, bizonyíték hiányában. Ez jobban figyelembe veszi az egyént, mint magát a királyságot”.

### Későbbi élete

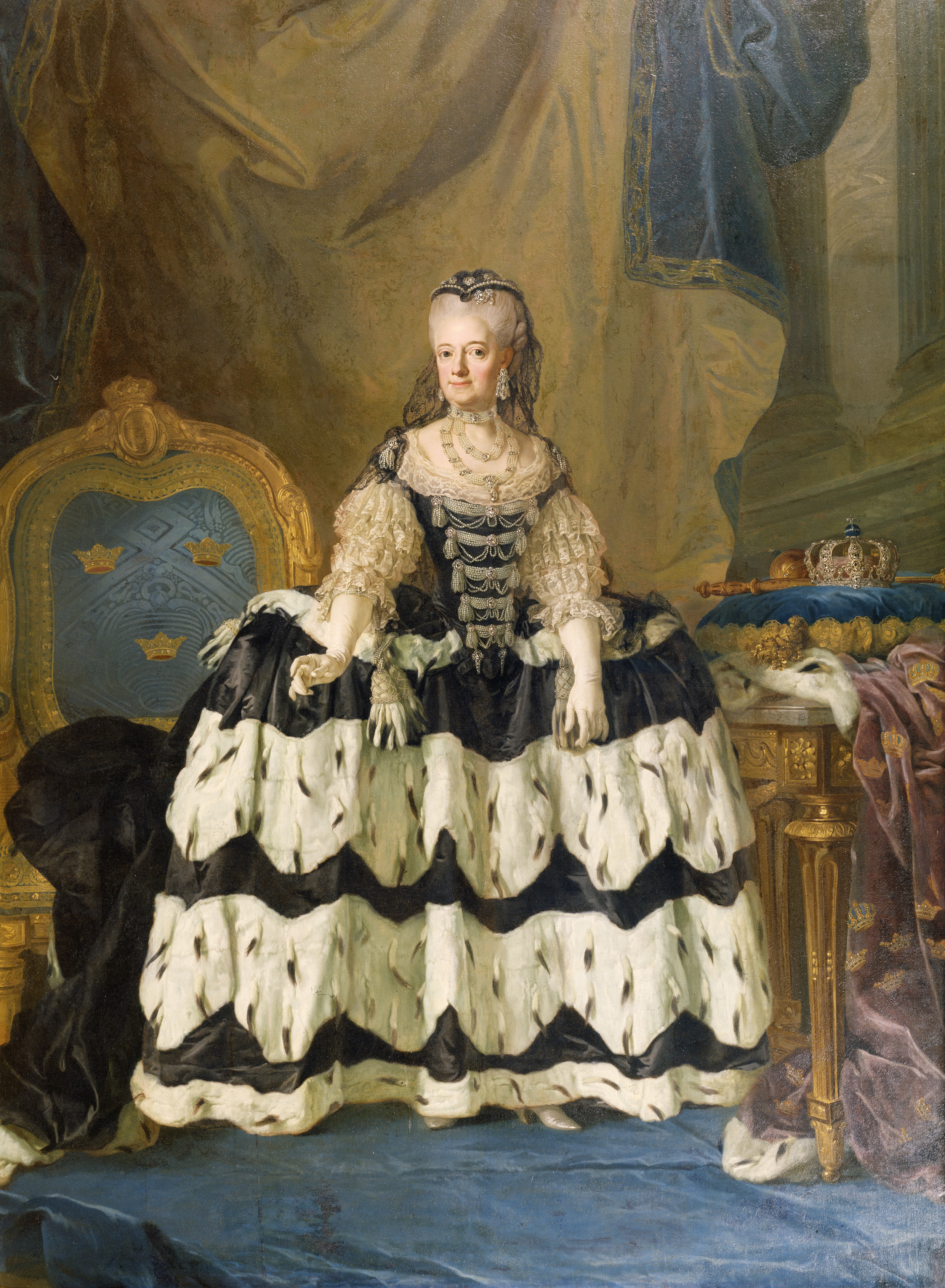
Lujza Ulrika, Svédország özvegy királynéjaként 1775-ben (Nationalmuseum)

Miután férje 1771 februárjában bekövetkezett halálával Lujza Ulrika megözvegyült, addigra már nagyon népszerűtlennek számított Svédországban. Legidősebb fia, Gusztáv, aki apja halálakor a Francia Királyságban tartózkodott, levélben utasította a királyi őrséget, hogy azonnal erősítsék meg anyja védelmét, mivel tudta, hogy személye mennyire elutasított a nép körében.
Egy évvel később Gusztáv fia sikert ért el ott, ahol korábban anyja többszöri próbálkozással is kudarcot vallott: 1772-ben sikeres puccsot hajtott végre a Riksdagban és megerősítette uralkodói jogait a parlamenttel szemben. Ezzel III. Gusztáv a felvilágosult abszolutizmus példás uralkodója lett, aki egy megerősített királyi hatalommal vezette országát a parlamentarizmus rovására. Az úgynevezett vértelen forradalomról Lujza Ulrika Poroszországban, fivérénél tartózkodva értesült. Bár viszonyuk feszült volt, büszke volt fiára, a királyra, akinek azt írta: „igen, a fiam vagy, és megérdemled, hogy az legyél”. Ugyanakkor az idő előrehaladtával az özvegy királyné szomorúan konstatálta, hogy várakozásai ellenére fia nem osztja meg vele a királyi hatalmat.